# Kosivka, Oleksandria
Kosivka (în ucraineană Косівка) este o comună în raionul Oleksandria, regiunea Kirovohrad, Ucraina, formată numai din satul de reședință.

## Demografie
Componența lingvistică a comunei Kosivka
     Ucraineană (93,32%)
     Rusă (4,35%)
     Română (2,03%)
     Alte limbi (0,15%)
Conform recensământului din 2001, majoritatea populației comunei Kosivka era vorbitoare de ucraineană (93,32%), existând în minoritate și vorbitori de rusă (4,35%) și română (2,03%).